# Матей Коварж
Матей Коварж (чеськ. Matěj Kovář; нар. 17 травня 2000) — чеський футболіст, воротар німецького клубу «Баєр 04».

## Титули і досягнення
- Чемпіон Німеччини (1):

«Баєр 04»: 2023–24
- Володар Кубка Німеччини (1):

«Баєр 04»: 2023–24
- Володар Суперкубка Німеччини (1):

«Баєр 04»: 2024
- Володар Суперкубка Нідерландів (1):

«ПСВ»: 2025